# Kuprej azjatycki
Kuprej azjatycki, dawniej: kuprej (Bos sauveli) – gatunek dużego ssaka parzystokopytnego z rodziny wołowatych (Bovidae). Został rozpoznany jako nowy dla nauki gatunek w 1937 na podstawie młodego osobnika schwytanego w Kambodży.

## Systematyka
Pozycja taksonomiczna kupreja pozostawała niejasna przez wiele lat. Uważano, że może być odrębnym gatunkiem lub zdziczałą formą krzyżówki zebu i bantenga. Obecnie coraz powszechniej uznawany jest za odrębny gatunek blisko spokrewniony z zebu i bantengiem.

## Wygląd
Długość ciała 210–220 cm, wysokość w kłębie 170–190 cm, masa ciała 600–910 kg. Ubarwienie jest zależne od wieku osobnika – czarne, szare lub brunatne u dorosłych byków, szarobrązowe u samic, a u młodych szare. Dymorfizm płciowy jest wyraźnie zaznaczony. Rogi samców dochodzą do 80 cm, u samic są znacznie krótsze.

## Występowanie i biotop
Półwysep Indochiński – na pograniczu Kambodży, Laosu i Wietnamu. W Tajlandii prawdopodobnie wyginął. Występuje na terenach leśnych, w lasach galeriowych i na otwartych terenach trawiastych z dostępem do wody. Liczebność całego gatunku szacuje się na nie więcej niż 250 osobników, prawdopodobnie mniej niż 50.
Być może już wymarły.

## Tryb życia
Kuprej żyje w stadach złożonych z 15–25 osobników. Stadem przewodzi zazwyczaj dojrzała samica. Starsze samce zwykle przebywają samotnie. Kupreje żywią się trawami. Biologia rozrodu tego gatunku jest słabo znana.